# پالمیرا، میشیگان
پالمیرا (به انگلیسی: Palmyra Township) یک منطقهٔ مسکونی در ایالات متحده آمریکا است که در شهرستان لناوی، میشیگان واقع شده‌است.
 پالمیرا ۹۵٫۰ کیلومتر مربع مساحت و ۲٬۳۶۶ نفر جمعیت دارد و ۲۱۷ متر بالاتر از سطح دریا واقع شده‌است.